# Villers-sous-Prény
Villers-sous-Prény é uma comuna francesa na região administrativa de Grande Leste, no departamento de Meurthe-et-Moselle. Estende-se por uma área de 6,17 km². Em 2010 a comuna tinha 350 habitantes (densidade: 56,7 hab./km²).